# WOLF HOWL HARMONY from EXILE TRIBE
WOLF HOWL HARMONY from EXILE TRIBE（ウルフ ハウル ハーモニー フロム エグザイル トライブ）は、日本の4人組グループ。所属事務所はLDH JAPAN。レーベルはrhythm zone。

## 略歴
LDH主催オーディション「iCON Z」の男性部門ファイナリストなどを対象とした「iCON Z 第二章」に参加した4名で結成。
2023年8月23日、シングル「Sweet Rain」でデビュー。

## メンバー
- RYOJI（リョウジ、1996年5月15日 - ）リーダー
  - 埼玉県出身。身長177cm。血液型A型[2]。本名、杉山亮司（すぎやま りょうじ）[1]。
  - EXPG大宮校出身[3]。DEEP SQUADとしても活動。
- SUZUKI（スズキ、1995年8月14日 - ）
  - 沖縄県出身。身長175cm。血液型B型[2]。本名、比嘉涼樹（ひが すずき）[1]。
  - DEEP SQUADとしても活動。
- GHEE（ギー、1997年12月31日 - ）
  - 静岡県出身。身長173cm。血液型A型[2]。本名、ギレルメ・マサユケ・トマジ・西村[1]。
  - 父親は日系ブラジル人、母親はヨーロッパ系ブラジル人[4]。本名の「マサユケ」は「マサユキ」が間違って登録された[5]。
- HIROTO（ヒロト、2002年1月30日 - ）
  - 愛知県出身。身長170cm。血液型B型[2]。本名、沓野広翔（くつの ひろと）[1]。
  - EXPG名古屋校出身[3]。

## 作品

### シングル
|   | 発売日        | タイトル         | 順位 |
| - | ------------- | ---------------- | ---- |
| 1 | 2023年8月23日 | Sweet Rain       | 5位  |
| 2 | 2024年2月14日 | Frozen Butterfly | 2位  |

### 配信シングル
| 配信日         | タイトル          |
| -------------- | ----------------- |
| 2022年12月28日 | LOVE RED          |
| 2023年11月15日 | Sugar Honey       |
| 2024年5月13日  | Pink Flash Lights |
| 2024年6月17日  | Love Triangle     |
| 2024年7月15日  | ピアス            |
| 2024年10月11日 | ROLLIN’ STONES    |
| 2025年2月7日   | Letters           |
| 2025年6月25日  | Bossa Bosa        |

### アルバム
|   | 発売日        | タイトル | 順位 |
| - | ------------- | -------- | ---- |
| 1 | 2025年3月12日 | WOLF     | 4位  |

### 参加作品
| 発売日       | 曲名     | 収録作品                                      |
| ------------ | -------- | --------------------------------------------- |
| 2024年8月7日 | YIN YANG | V.A.『BATTLE OF TOKYO Jr.EXILE vs NEO EXILE』 |
| 2024年8月7日 | 24WORLD  | V.A.『BATTLE OF TOKYO Jr.EXILE vs NEO EXILE』 |

### タイアップ
| 曲名             | タイアップ                                                                | 収録作品                       |
| ---------------- | ------------------------------------------------------------------------- | ------------------------------ |
| Sweet Rain       | ナガシマスパーランド「ジャンボ海水プール」2023年CMソング                  | シングル『Sweet Rain』         |
| Sweet Rain       | テレビ北海道『スイッチン!』2023年9月度エンディングテーマ                  | シングル『Sweet Rain』         |
| Sugar Honey      | テレビ東京系ドラマ『キス×kiss×キス〜LOVE ii SHOWER〜』オープニング主題歌  | 配信シングル『Sugar Honey』    |
| Sugar Honey      | ナガシマリゾート「なばなの里 イルミネーション」CMソング                   | 配信シングル『Sugar Honey』    |
| Frozen Butterfly | テレビ朝日系ドラマ『離婚しない男-サレ夫と悪嫁の騙し愛-』主題歌            | シングル『Frozen Butterfly』   |
| Frozen Butterfly | テレビ朝日『フリースタイル日本統一』テーマソング                          | シングル『Frozen Butterfly』   |
| Love Triangle    | 中京テレビ『お笑い4コマパーティー ロロロロ』2024年7月度エンディングテーマ | 配信シングル『Love Triangle』  |
| ピアス           | ジャンボ海水プール「メガアビス」CMソング                                  | 配信シングル『ピアス』         |
| ピアス           | Samsung Galaxy S24 Ultra『Galaxy AI』コラボCMソング                       | 配信シングル『ピアス』         |
| ピアス           | プリングルズ コラボCMソング                                               | 配信シングル『ピアス』         |
| ROLLIN' STONES   | 東海テレビ・フジテレビ系ドラマ『バントマン』オープニング曲                | 配信シングル『ROLLIN' STONES』 |

## ライブ・イベント

### 合同
- LDH LIVE-EXPO 2023（2023年12月30日 - 12月31日）[10]
- BATTLE OF TOKYO 〜Jr.EXILE vs NEO EXILE〜（2024年8月10日 - 8月12日）[11]
- NEO EXILE SPECIAL LIVE 2024（2024年9月23日）[12]
- LDH LIVE-EXPO 2024 -EXILE TRIBE BEST HITS-（2024年10月26日 - 10月27日）[13]

### ファンクラブイベント
- WOLF HOWL HARMONY OFFICIAL FAN CLUB EVENT "LOVE CLUB"（2024年8月18日）[14]
- WOLF HOWL HARMONY LIVE & FAN MEETING TOUR 2025 〜BAKUON DREAM〜（2025年7月11日 - 12月16日）

### 参加
- GENERATIONS LIVE TOUR 2024 "GENERATIONS 2.0"（2024年9月8日 - 12月31日）[15]

## 出演

### テレビ番組
- ヴィクトリーグ!（2023年10月 - 、テレビ東京）[16]

### テレビドラマ
- ジョフウ 〜女性に××××って必要ですか?〜 最終回（2025年6月4日、テレビ東京） - カイ 役（SUZUKI）[17]

### ラジオ
- TOKYO M.A.A.D SPIN「WOLF HOWL HARMONYのMIDNIGHT WOLF」（2024年4月 - 、J-WAVE）[18]

### ミュージックビデオ
- LIL LEAGUE from EXILE TRIBE「Higher」（2023年）[19]

### 連載
- VOCEウェブサイト
  - 「次世代スター"美容男子"への道」（2023年10月 - 2024年3月）[20]
  - 「ウルフの美容道」（2024年5月 - ）[21]

### その他
- Samsung Galaxy S24 Ultra『Galaxy AI』プロマーシャル（2024年）[8]
- プリングルズ プロマーシャル（2024年）[8]

## 受賞
- MTV VMAJ 2023 特別賞「Rising Star Award Presented by YOKOHAMA」（2023年）[22]
- ASIA TOP AWARDS 2025 「Best Boy Group賞」（2025年）[23]

## 備考
LOVERED (ラブレッド)
WOLF HOWL HARMONYのファンネーム。2023年5月31日に発表された。オーディション課題曲「LOVE RED」が由来となっている。